# Tkanka nabłonkowa

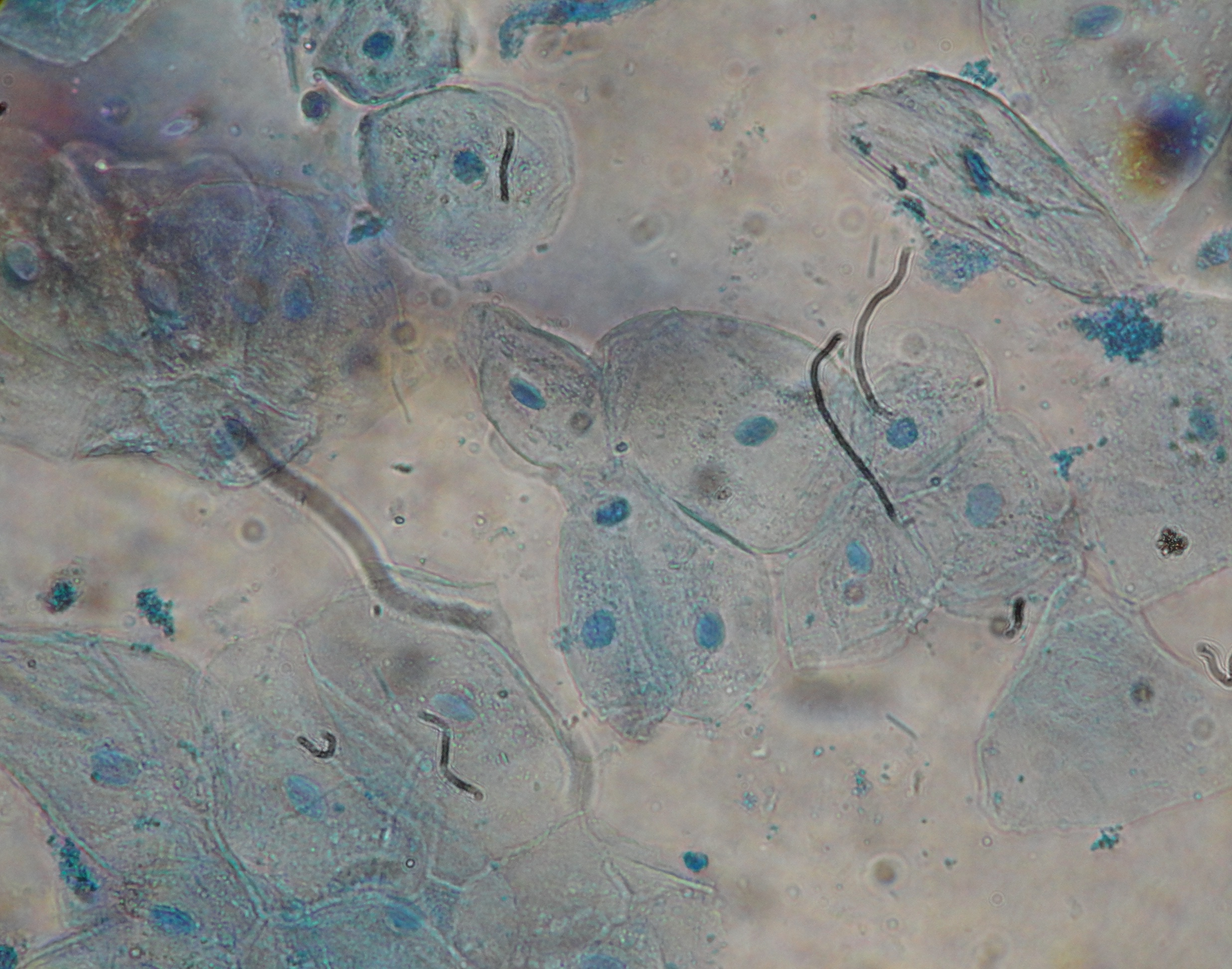
komórki nabłonkowe znajdujące się w nabłonku pokrywającym wnętrze jamy ustnej

Tkanka nabłonkowa, tkanka graniczna, nabłonek (łac. epithelium - nabłonek, łac. textus epithelialis - tkanka nabłonkowa) – jeden z czterech głównych typów tkanek zwierzęcych, jest pierwszą tkanką pojawiającą się w zarodku.
Zawiązki nabłonka pojawiają się już w stadium blastuli, ale może się on różnicować znacznie później z listków zarodkowych: ektodermy, entodermy, mezodermy. Może to też zależeć od grupy systematycznej zwierzęcia i narządu.
Tkanki nabłonkowe dzieli się ze względu na ich budowę i pełnione funkcje. Wyróżnia się zatem:
- nabłonek wielowarstwowy, charakterystyczny, jako nabłonek okrywający, dla kręgowców, w którym komórki ułożone są w kilku warstwach
  - nabłonek wielowarstwowy przejściowy
- nabłonek jednowarstwowy, typowy jako tkanka okrywająca dla bezkręgowców (poza szczecioszczękimi, złożony z pojedynczej warstwy komórek).

## Budowa
Komórki tkanki nabłonkowej stanowią główną masę nabłonka, a ilość substancji międzykomórkowej między nimi jest minimalna (w przeciwieństwie do tkanki łącznej). Ściśle przylegają do leżącej poniżej błony podstawnej lub otaczającej substancji pozakomórkowej. Komórki nabłonka połączone są specjalnymi złączami - desmosomami, a czasem granica między nimi (czyli błona komórkowa) całkiem zanika i powstaje tzw. syncycjum (inaczej zespólnia lub syncytium). Komórki przylegają do siebie ściśle dzięki mechanizmom łączącym cytoszkielety sąsiadujących komórek. Połączenia między nimi stanowią: połączenia zamykające, zwierające oraz połączenia typu nexus blue.

## Funkcje
Nabłonek pełni przede wszystkim funkcję ochronną. Może pełnić też wiele innych funkcji, m.in. bierze udział we wchłanianiu pokarmu, chroni przed inwazją mikroorganizmów, bierze udział w wymianie gazów i wydalaniu. Jest to możliwe przez to, że jego komórki wytwarzają wiele dodatkowych tworów komórkowych, takich jak mikrokosmki (zwiększające powierzchnię wchłaniania), rzęski i wici (umożliwiające ruch substancji lub komórki), włoski (pełniące funkcję ochronną) itp.
Ze względu na różne funkcje, nabłonki można podzielić na:
- pokrywający (okrywająco-wyściełający) - wyścieła jamy ciała i narządów, np. przewód pokarmowy, wnętrze nosa
- ruchowy - polega na przesuwaniu za pomocą rzęsek niepotrzebnych drobin, które dostają się do wnętrza organizmu ze środowiska zewnętrznego, na przykład z tchawicy
- wydzielniczy - współtworzy gruczoły wydzielnicze, występuje w gruczołach wydzielniczych, wytwarzających hormony, potowych, łojowych, śluzówce jelita, śluzówce jamy gębowej
- transportujący - transportuje różne cząsteczki chemiczne przez warstwę nabłonkową, na przykład jelit, kanalików nerkowych, naczyń włosowatych czy pęcherzyków wewnętrznych
- rozrodczy - powstają z niego gamety, występuje w jajnikach i wyścieła kanaliki nasienne jąder.